# Хардинг, Мэтт
Мэттью «Мэтт» Хардинг (англ. Matthew "Matt" Harding; род. 27 сентября 1976, Уэстпорт, Коннектикут, США) — американский путешественник, дизайнер компьютерных игр и интернет-знаменитость, известный как «танцующий Мэтт» (англ. Dancing Matt) за видеоролики, в которых он танцует перед архитектурными и природными памятниками в разных странах мира (общее число просмотров «танцев» Мэтта (по состоянию на 1 января 2018 года) составляет более 94 миллионов). Путешествия Хардинга получили широкое освещение в крупнейших печатных и электронных СМИ (о нём писали The Guardian, Washington Post, Los Angeles Times, Seattle Times и т. д.), и он был нанят компанией Visa, а также подписал спонсорский контракт с компанией Stride.
Он родом из города Уэстпорт, штат Коннектикут. Карьера дизайнера игр началась для него с игры Cutting Edge Entertainment. Хардинг позже работал в качестве редактора журнала GameWeek в Уилтон, штат Коннектикут, а затем в качестве разработчика программного обеспечения для Activision в Санта-Монике, штат Калифорния, а затем в городе Брисбен, Австралия.
По словам Мэтта, желание путешествовать появилось тогда, когда ему предложили участвовать в разработке игры по уничтожению всего населения планеты («Destroy All Humans!»).
Сейчас Мэтт живёт в Сиэтле, штат Вашингтон со своей подругой, Мелиссой Никсон, и собакой, которую зовут Сидней.

## «Где этот чёртов Мэтт?»

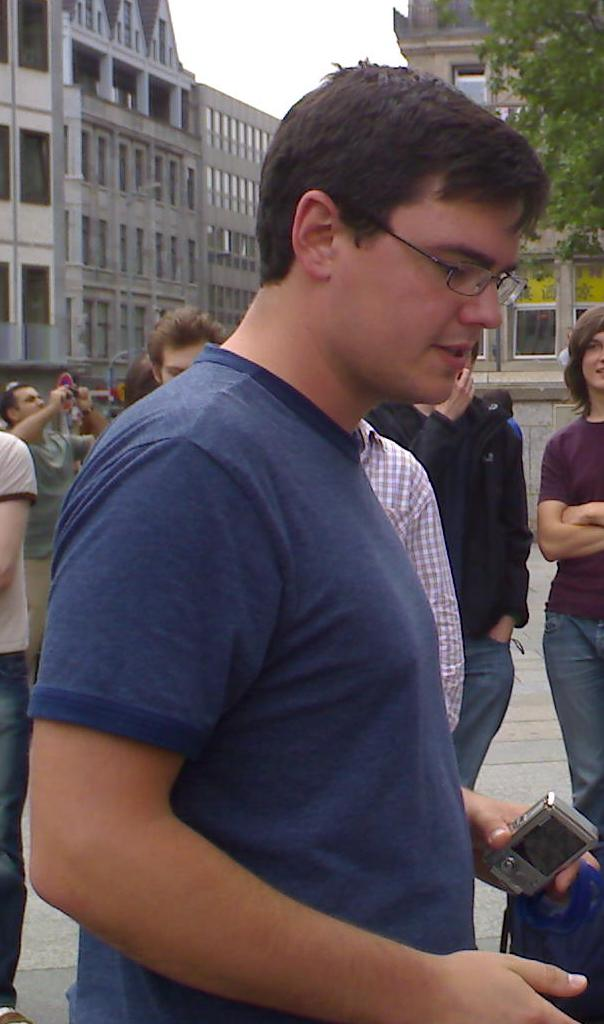
Мэтт Хардинг в Кёльне

Всё началось с того, что в 2005 году 29-летний Мэтт решил бросить работу и на собственные деньги, откладывавшиеся всю жизнь для теперь уже неизвестных целей, отправиться в путешествие по всему миру. Для этого он разработал сложный маршрут туриста-рюкзачника: дешёвые гостиницы, пешие прогулки, недорогие авиакомпании. Мэтт уверяет, что такое путешествие вполне доступно:

«Это не так уж и дорого, как думают некоторые чуваки. Если исключить билеты, я тратил куда меньше, чем в любой божий день у себя дома. Когда вы в Юго-Восточной Азии, Восточной Европе, Латинской Америке и тем более в Африке, вы можете прожить буквально на пару долларов в день. На пару долларов!»
Танцевать его надоумил приятель. Хардинг решил, что будет плясать в каждом городе, в каждом потрясающем, немыслимом месте, которое только он посетит, и будет снимать это на видео. Выложенный им на YouTube видеоролик, снятый в двадцати местах по всему миру на старенькую фотокамеру Canon PowerShot, моментально стал популярным, получая по 20 000 и более просмотров в день. Этот маленький клип имел настолько неожиданный успех, что спустя несколько месяцев, в 2006 году, американская компания Stride, производящая жевательную резинку, предложила Мэтту совершить ещё одно путешествие. На этот раз он отправился в полугодовое путешествие, за время которого успел посетить 35 стран и все 5 континентов. Своё третье видео танцев (14 месяцев путешествий по 42 странам мира) Хардинг выпустил 20 июня 2008 года; из всех сделанных им клипов оно остаётся наиболее популярным.
11 декабря 2008 года Мэтт пошутил, что видео было мистификацией, и что он актёр, а не игровой дизайнер, и видео были сделаны с помощью аниматронных кукол и компьютерной обработки видео. В интервью для Macworld Live Мэтт даже продемонстрировал диаграмму расходов — на что были потрачены деньги. В перечне есть такие пункты, как расходы на танцующих роботов (включая расходы на предотвращение их восстания), утопленный в бассейне «Боинг-727», а также взятки и многое, многое другое. Через месяц, во время съезда MacWorld, Мэтт раскрыл мистификацию и шутил по поводу того, многие люди приняли её всерьёз и это вызвало возмущение. Он также ясно дал понять, что видео на 100 % реально.
5 марта 2010 года Мэтт Хардинг загрузил на YouTube специальное видео, созданное в рамках подготовки к Чемпионату мира по футболу 2010, в котором он танцевал в ЮАР.
20 июня 2012 года Хардинг выпустил своё пятое видео, «Где этот чёртов Мэтт? 2012», куда вошёл 71 видеоролик танцев в 55 странах мира (и 11 штатов США), в том числе 2 ролика из России (фонтан Дружбы народов СССР, ВВЦ, Москва, и Дворцовая площадь перед Зимним дворцом, Санкт-Петербург), где Мэтт побывал в сентябре 2011 года. В видео используется песня «Trip the Light» композитора Гарри Шумана, в исполнении Алисии Лемке. Песня была размещена на iTunes, наряду с «Praan».
2 ноября 2016 года появилось шестое видео.
По состоянию на 1 января 2018 года, первое видео Мэтта было просмотрено 3 521 514 раз; второе собрало 19 727 336 просмотров; третье — 51 178 676 просмотров, четвёртое — 570 202 просмотров, пятое — 18 867 064 просмотра, шестое — 332 161 просмотр.

## Упоминание в СМИ
Видеоклипы Мэтта появилось на различных телевизионных шоу, включая:
- The Screen Savers (17 марта 2005)
- MSNBC’s Countdown с Китом Олбермэнном (18 августа 2005)
- Inside Edition (19 августа 2005)
- The Ellen DeGeneres Show (10 октября 2005)
- Good Morning America (31 мая 2006)
- Rude Tube (15 февраля 2008)
- 40 Greatest Internet Celebrities
- Jimmy Kimmel Live (6 августа 2008)
- Enough Rope (18 августа 2008)
- The Daily Show (6 ноября 2008)
- Новости (Первый канал) (22 сентября 2011[7])

В ноябре 2006 года Хардинг был приглашён читать лекции в колледже Шамплейн в Берлингтон, штат Вермонт, об опыте создания видео и последующей славе. Он также был снят танцующим со студентами колледжа.

## Видео

### Первое видео
14 стран, 20 роликов.
Фоновая музыка — песня «Sweet Lullaby» группы «Deep Forest». Оригинальная песня использует образцы из умирающего языка, который был записан в 1971 году французским этномузыковедом на Соломоновых островах. Песню «Rorogwela» поёт молодая женщина по имени Afunakwa.
1. Пекин, Китай.
2. Ханой, Вьетнам.
3. Дели, Индия.
4. Москва, Россия.
5. Бангкок, Таиланд.
6. Агра, Индия.
7. Прага, Чехия.
8. Ангкор-Ват, Камбоджа.
9. Бенгальские джунгли, Индия.
10. Лос-Анджелес, США.
11. Сухэ-Батор, Монголия.
12. Килиманджаро, Танзания.
13. Сибирь, Россия.
14. Монте-Альбан, Мексика.
15. Tsavo, Кения.
16. Непроходимый лес, Уганда.
17. Янгон, Мьянма.
18. Уэстпорт, США.
19. Сиэтл, США.
20. Нью-Йорк, США.

### Второе видео
35 стран (все 7 континентов), 6 месяцев путешествий. 36 роликов. Фон — песня «Sweet Lullaby» группы «Deep Forest».
1. Солончак Уюни, Боливия.
2. Петра, Иордания.
3. Мачу-Пикчу, Перу.
4. Венеция, Италия.
5. Токио, Япония.
6. Галапагосские острова, Эквадор.
7. Брисбен, Австралия.
8. Луанг Прабанг, Лаос.
9. Бандар-Сери-Бегаван, Бруней.
10. Зона 51, штат Невада.
11. Тикаль, Гватемала.
12. Half Moon Caye, Белиз.
13. Sossusvlei, Намибия.
14. Routeburn Valley, Новая Зеландия.
15. Долина монументов, штат Аризона.
16. Южные Шетландские острова, Антарктида.
17. Чуук, Федеративные Штаты Микронезии.
18. Лондон, Англия.
19. Very Large Array, Нью-Мексико.
20. Абу-Симбел, Египет.
21. Остров Пасхи, Чили.
22. Haute-Picardie, Франция.
23. Mutianyu, Китай, на Великой Китайской стене.
24. Нью-Йорк, Нью-Йорк.
25. Эфес, Турция.
26. Гуам.
27. Природный заповедник Моколоди, Ботсвана.
28. Берлин, Германия.
29. Сидней, Австралия.
30. Дубай (город), ОАЭ.
31. Rock Islands, Палау.
32. Mulindi, Руанда.
33. Neko Harbour, Антарктида.
34. Kjeragbolten, Норвегия.
35. Сан-Франциско, штат Калифорния.
36. Сиэтл, штат Вашингтон.

### Третье видео
14 месяцев путешествий в 42 странах. 80 роликов.
Фоновая музыка этого видео называется «Praan», она написана композитором Гарри Шуманом и исполняется певицей Палбашей Сиддик, с лирикой, взятой из стихотворения «Поток Жизни» Рабиндраната Тагора.
1. Мумбай, Индия.
2. Паро (город), Бутан.
3. Дорога гигантов, Северная Ирландия.
4. Каменный город, Занзибар.
5. Lancelin, Австралия.
6. Лиссе, Нидерланды.
7. Остров Рождества, Австралия.
8. Эль-Кувейт, Кувейт.
9. Теотиуакан, Мексика.
10. Селйяландсфосс, Исландия. (Далее быстрые переходы от танцев в одиночку к танцам с другими):
  1.  Дублин, Ирландия.
  2.  Бостон, США.
  3.  Торонто, Канада.
  4.  Брюссель, Бельгия.
  5.  Лиссабон, Португалия.
  6.  Британская Колумбия, Канада.
  7.  Сан-Франциско, США.
  8.  Париж, Франция.
  9.  Мельбурн, Австралия.
  10.  Вашингтон, США.
  11.  Чикаго, США.
11. Мадрид, Испания.
12. Анциранана, Мадагаскар.
13. Брисбен, Австралия.
14. Дублин, Ирландия.
15. Буэнос-Айрес, Аргентина.
16. Chakachino, Замбия.
17. Стамбул, Турция.
18. Wainivilase, Фиджи.
19. Лондон, Англия.
20. Стокгольм, Швеция.
21. Ауки, Соломоновы Острова.
22. Сана, Йемен.
23. Ущелье Ала-Арча (Ala Archa Gorge), Кыргызстан.
24. Tagaytay, Филиппины.
25. Демилитаризованная зона (Корея), Южная Корея.
26. Томбукту, Мали.
27. Варшава, Польша.
28. Остин (Техас), США.
29. Токио, Япония.
30. земля Poria, Папуа-Новая Гвинея.
31. Майами, США.
32. Мюнхен, Германия.
33. Тонга, Тонга.
34. Чикаго, США.
35. Тхимпху, Бутан.
36. Gurgaon, Индия.
37. Сидней, Австралия.
38. Лиссабон, Португалия.
39. Сеул, Южная Корея.
40. Соуэто, ЮАР.
41. Нью-Йорк, Нью-Йорк (штат).
42. Токио, Япония.
43. Вавау, Тонга.
44. Мыс Доброй Надежды, ЮАР.
45. Панамский канал, Панама.
46. Вади Рам, Иордания.
47. Lemur Island, Мадагаскар.
48. Окленд, Новая Зеландия.
49. Батик, Марокко.
50. Амстердам, Нидерланды.
51. Атланта, США.
52. Мехико, Мексика.
53. Брюссель, Бельгия.
54. Сан-Франциско, США.
55. Тайбэй, Тайвань.
56. Ванкувер, Канада.
57. Вашингтон, США.
58. Рио-де-Жанейро, Бразилия.
59. Кёльн, Германия.
60. Сингапур, Сингапур.
61. Калифорния, США.
62. Тель-Авив, Израиль.
63. Восточный Иерусалим, Западный берег реки Иордан.
64. Париж, Франция.
65. Монреаль, Канада.
66. Неллис (авиабаза), штат Невада, США.
67. Лос-Анджелес, США.
68. Сан-Паулу, Бразилия.
69. Сиэтл, Вашингтон.

### Четвёртое видео — Южная Африка
Видео посвящено Чемпионату мира по футболу 2010. Съёмки только в ЮАР, 36 роликов.
1. Sandton, Йоханнесбург.
2. Pinnacle, Мосселбай.
3. Hout Bay, Кейптаун.
4. Столовая гора, Кейптаун.
5. Кейптаун (стадион), Кейптаун.
6. Мбомбела (стадион), Мбомбела.
7. South African Airways.
8. Boulders Beach, неподалёку от Кейптауна.
9. Soweto Cooling Towers, Йоханнесбург.
10. Остров Роббен.
11. Соккер Сити (стадион), Соуэто, Йоханнесбург.
12. Столовая гора, Кейптаун.
13. Мыс Доброй Надежды.
14. Худспрёйт.
15. Blyde River Canyon, Мпумаланга.
16. Sandton, Йоханнесбург.
17. Blyde River Canyon, Мпумаланга.
18. Соуэто, Йоханнесбург.
19. Hout Bay, Кейптаун.
20. Sandton, Йоханнесбург.
21. Mac Mac Pools, Мпумаланга.
22. Lesedi Cultural Village, близ Йоханнесбурга.
23. Хоэдспруит.
24. Blyde River Canyon, Мпумаланга.
25. Lesedi Cultural Village, близ Йоханнесбурга.
26. Соккер Сити (стадион), Соуэто, Йоханнесбург.
27. Столовая гора, Кейптаун.
28. Йоханнесбург.
29. Boulders Beach, неподалёку от Кейптауна.
30. Pinnacle, Мосселбай.
31. Sandton, Йоханнесбург.
32. Соккер Сити (стадион), Соуэто, Йоханнесбург.
33. South African Airways.

### Пятое видео
Пятое видео выложено 20 июня 2012 года. 55 стран, 71 ролик.
1. Кигали, Руанда
2. Севилья, Испания
3. Вена, Австрия
4. Schuylkill Haven, штат Пенсильвания, США
5. Дамаск, Сирия
6. Poria, Папуа-Новая Гвинея
7. Пхеньян, Северная Корея
8. Бейрут, Ливан
9. Афины, Греция
10. Леседи, ЮАР
11. Kapong, Таиланд
12. Каракас, Венесуэла
13. Бали, Индонезия
14. League City, штат Техас, США
15. Большой Барьерный риф, Австралия
16. Al-Muzahmiyya, Саудовская Аравия
17. Окленд, штат Калифорния, США
18. Детройт, штат Мичиган, США
19. Горхи-Тэрэлж, Монголия
20. остров Rangali, Мальдивы
21. Ruwa, Зимбабве
22. Будапешт, Венгрия
23. Порт-о-Пренс, Республика Гаити
24. Эрбиль, Ирак
25. Мауи, штат Гавайи, США
26. Новый Орлеан, Луизиана, США
27. Кесон-Сити, Филиппины
28. Кабул, Афганистан
29. Тулон, Франция
30. Пекин, Китай
31. Иерусалим, Израиль
32. Opuwo, Намибия
33. Сан-Хуан, Пуэрто-Рико
34. Белград, Сербия
35. Бойсе, штат Айдахо, США
36. Эдинбург, Шотландия
37. Филадельфия, штат Пенсильвания, США
38. Роббенэйланд, ЮАР
39. Торонто, Канада
40. Дрезден, Германия
41. Лион, Франция
42. USS Abraham Lincoln (CVN-72), Тихий океан
43. Хьюстон, штат Техас, США
44. Братислава, Словакия
45. Мельбурн, Австралия
46. Каир, Египет
47. Гонконг, Китай
48. Таллин, Эстония
49. Хельсинки, Финляндия
50. Киото, Япония
51. Кливленд, штат Огайо, США
52. Kalafasia, Соломоновы Острова
53. Медельин, Колумбия
54. Барселона, Испания
55. Манчестер, Англия
56. Карачи, Пакистан
57. Прага, Чехия
58. Цюрих, Швейцария
59. Рим, Италия
60. Сан-Хосе, Коста-Рика
61. Милан, Италия
62. Рафах, Сектор Газа
63. Таоюань, Тайвань
64. Порт-оф-Спейн, Тринидад и Тобаго
65. Кембридж, штат Массачусетс, США
66. Москва, Россия
67. Сан-Диего, штат Калифорния, США
68. Балтимор, штат Мэриленд, США
69. Денвер, штат Колорадо, США
70. Санкт-Петербург, Россия
71. Сиэтл, штат Вашингтон, США

### Шестое видео
Шестое видео выложено 2 ноября 2016 года. 15 стран, 52 ролика.
1. Матанзас, Куба
2. Дакка, Бангладеш
3. Сиэтл, штат Вашингтон, США
4. Филадельфия, штат Пенсильвания, США
5. Лондон, Англия
6. Амарапура, Мьянма
7. Алмата, Казахстан
8. Лас-Вегас, штат Невада, США
9. Лидс, Англия
10. Аль-Амарат, Оман
11. Арлингтон, штат Вирджиния, США
12. Колумбус, штат Огайо, США
13. Портленд, штат Орегон, США
14. Зандам, Нидерланды
15. Лос-Анджелес, штат Калифорния, США
16. Дубай, ОАЭ
17. Бостон, штат Массачусетс, США
18. Баган, Мьянма
19. Париж, Франция
20. Дубай, ОАЭ
21. Колорадо-Спрингс, штат Колорадо, США
22. Сиенфуэгос, Куба
23. Чикаго, штат Иллинойс, США
24. Стенфорд, штат Калифорния, США
25. Денвер, штат Колорадо, США
26. Торонто, Канада
27. Бруклин, Нью-Йорк, США
28. Аддис-Абеба, Эфиопия
29. Бруклайн, штат Массачусетс, США
30. Хантингтон-Бич, штат Калифорния, США
31. Орландо, штат Флорида, США
32. Гамбург, Германия
33. Лондон, Англия
34. Квинс, Нью-Йорк, США
35. Лас-Вегас, штат Невада, США
36. Краков, Польша
37. Маскат, Оман
38. Жешув, Польша
39. Кейптаун, ЮАР
40. Боулдер, штат Колорадо, США
41. Гамбург, Германия
42. Дакка, Бангладеш
43. Матанзас, Куба
44. Меди, Гана
45. Дюссельдорф, Германия
46. Даблин, штат Огайо, США
47. Краков, Польша
48. Вашингтон, США
49. Алмата, Казахстан
50. Инглвуд, штат Калифорния, США
51. Чикаго, штат Иллинойс, США
52. Ванкувер, Канада

## Видеоигры
Хардинг принимал участие в разработке и развитии следующих игр:
- Destroy All Humans!
- Lemony Snicket’s A Series of Unfortunate Events
- Pirates of the Caribbean: The Legend of Jack Sparrow
- Army Men RTS
- Dark Reign 2
- Battlezone II: Combat Commander
- Battlezone
- Zork: Grand Inquisitor

## Пародии
На YouTube 4,5-минутный ролик «Where The Hell Is Matt?» собрал уже более 50 миллионов просмотров, а в «ответных видео» числится более 200 роликов. На самом деле их значительно больше — не все заливающие «ответ» на танцы Мэтта отмечают своё творение как «ответное». В числе тех, кого Мэтт Хардинг вдохновил на собственные смешные танцы, есть и россияне — студия вирусного видео MDivision. Артур «Sam Nickel» и MDivision объехали за 27 часов 177 (на тот момент) станций московского метрополитена и смонтировали видео, где станции представлены в алфавитном порядке. Пародию на их видео сделали и украинцы, они тоже смонтировали видео, где представлены все 51 станция киевского метрополитена.